# بيبي ماناسكوف
بيبي ماناسكوف مواليد 19 أغسطس 1964 في فيليس، جمهورية مقدونيا، هو لاعب كرة يد مقدوني سابق. مثل منتخب مقدونيا لكرة اليد في 84 مباراة.

## المسيرة الاحترافية
لعب مع نادي كريتيل من سنة 1991 إلى 1993، ثم لعب مع نادي تسليه لكرة اليد في الدوري السلوفيني من سنة 1998 إلى 2000، ثم لعب مع نادي فاردار لكرة اليد من سنة 2000 إلى 2002.

## روابط خارجية
- بيبي ماناسكوف على موقع الاتحاد الأوروبي لكرة اليد (الإنجليزية)